# Nenê (Fußballspieler, 1983)
Ânderson Miguel da Silva, auch Nenê (* 28. Juli 1983 in São Paulo), ist ein brasilianischer Fußballspieler. Er ist Stürmer und spielt seit 2023 für den AVS Futebol SAD in Portugal.

## Karriere
Nenê begann seine Karriere 2003 beim brasilianischen Klub EC São Bento. 2005 wechselte er zu Riachuelo FC. 2006 spielte er bei Santa Cruz FC. 2007 wechselte er zu Cruzeiro Belo Horizonte. 2008 spielte er auf Leihe beim damaligen brasilianischen Série B Club Ipatinga FC. Noch in der gleichen Saison wechselte er für eine Summe von 500.000 Euro nach Portugal zu Nacional Funchal. Dort wurde er mit zwanzig Treffern Torschützenkönig der portugiesischen Primeira Liga. Dadurch war Nenê gleichzeitig auch der erste Nacional-Stürmer, dem es gelang diese Auszeichnung zu erhalten. Durch seine Treffer verhalf der Stürmer seinem Team zu Rang vier in der SuperLiga und damit zur Teilnahme an der Qualifikationsrunde der UEFA Europa League. Nie platzierte sich der Klub besser in der portugiesischen Liga.
2009 wechselte er für ca. vier Millionen Euro zum italienischen Serie-A-Club Cagliari Calcio, was für Funchal Vereinsrekord bedeutete. Sein Vertrag lief bis 2013. In seinem ersten Jahr beim Serie-A-Vertreter wurde der Angreifer auf Anhieb Stammspieler und kam auf 33 Ligaeinsätze. Zu seinem Debüt im italienischen Oberhaus kam Nenê zum Saisonauftakt, am 23. August 2009, gegen den die AS Livorno, als ihn Trainer Massimiliano Allegri drei Minuten vor Schluss für Jeda einwechselte. Mit insgesamt acht Treffern war er zusammen mit Jeda zweitbester Angreifer seines Teams hinter Alessandro Matri. In der Liga erspielte man sich den Klassenerhalt mit Platz 16.
Im Sommer 2014 wechselte er zu Hellas Verona. Nach nur einer halben Saison folgte eine Leihe zu Spezia Calcio. Spezia verpflichtete ihn im Sommer nach einiger Zeit fest. 2017 wechselte Nenê zum FC Bari 1908. Im Sommer 2018 wechselte er zum portugiesischen Erstligisten Moreirense FC. Weitere Stationen waren anschließend Leixões SC, UD Vilafranquense und seit 2023 steht er bei AVS Futebol SAD unter Vertrag.

## Erfolge
- Torschützenkönig der SuperLiga: 2008/09 (16 Tore)
- Torschützenkönig der Liga Portugal 2: 2023/24 (23 Tore)